# Msanga (Tanzania)
Msanga è una circoscrizione rurale (rural ward) della Tanzania situata nel distretto di Chamwino, regione di Dodoma. Conta una popolazione di 9 663 abitanti (censimento 2012).